# São José do Sul
São José do Sul is een gemeente in de Braziliaanse deelstaat Rio Grande do Sul. De gemeente telt 2.010 inwoners (schatting 2009).

## Verkeer en vervoer
De plaats ligt aan de weg BR-470.